# Finnjolle
Finnjollen er en form for sejljolle. Den blev i 1949 udviklet af den svenske kanodesigner Rickard Sarby med henblik på at bruge den til sommer-OL 1952 i Helsingfors. Siden debuten i 1952 til 2020 har finnjollen været at finde ved alle olympiske lege, hvilket gør den til en af historiens mest profilerede olympiske sejlbåde. 
Jollens popularitet startede i Sverige og har siden spredt sig til resten af verden. I Danmark er det også ved at blive moderne at sejle finnjolle. Til DM 2006 deltog 30 finnjoller, heriblandt en kvinde og syv udlændinge.
Finn Gold Cup (finnjollernes VM) 2009 blev holdt i Vallensbæk Sejlklub. Dette år blev valgt, da det dels var Sportens År i Danmark, dels var 50 år siden FGC sidst blev holdt i Danmark.

## Ændringer af design
Selvom finnjollens skrog ikke har ændret sig meget siden 1949, har der været udvikling inden for sejlkontrol. De originale bomme og master blev lavet af træ, hvilket er et stift materiale. I slutningen af 1960'erne og starten af 1970'erne blev træmasterne så småt skiftet ud med aluminiumsmaster. Aluminium er noget mere fleksibelt og giver mere kontrol over sejlets facon. Det blev normalt efter 1972, da aluminiumsmasterne blev brugt ved OL. I de seneste år er aluminiumsmasterne blevet udskiftet med kulfibermaster, der er dyrere (ca. 25.000 kr fra ny), men nemmere at tilpasse den enkelte sejler.
Sejlene er også blevet udviklet – fra at være lavet af dacron er de nu lavet af kevlar.

## Nyere resultater (vindere)
Olympiske Resultater
| År - Værtsby        | Guld                        | Sølv                         | Bronze                      |
| ------------------- | --------------------------- | ---------------------------- | --------------------------- |
| 1952 Helsinki       | Paul Elvstrøm (DEN)         | Charles Currey (GBR)         | Rickard Sarby (SWE)         |
| 1956 Melbourne      | Paul Elvstrøm (DEN)         | André Nelis (BEL)            | John Marvin (USA)           |
| 1960 Rome           | Paul Elvstrøm (DEN)         | Aleksander Tšutšelov (URS)   | André Nelis (BEL)           |
| 1964 Tokyo          | Wilhelm Kuhweide (EUA)      | Peter Barrett (USA)          | Henning Wind (DEN)          |
| 1968 Mexico City    | Valentin Mankin (URS)       | Hubert Raudaschl (AUT)       | Fabio Albarelli (ITA)       |
| 1972 Munich         | Serge Maury (FRA)           | Ilias Hatzipavlis (GRE)      | Viktor Potapov (URS)        |
| 1976 Montreal       | Jochen Schümann (GDR)       | Andrei Balashov (URS)        | John Bertrand (AUS)         |
| 1980 Moskva         | Esko Rechardt (FIN)         | Wolfgang Mayrhofer (AUT)     | Andrei Balashov (URS)       |
| 1984 Los Angeles    | Russell Coutts (NZL)        | John Bertrand (USA)          | Terry Neilson (CAN)         |
| 1988 Seoul          | José Doreste (ESP)          | Peter Holmberg (ISV)         | John Cutler (NZL)           |
| 1992 Barcelona      | José van der Ploeg (ESP)    | Brian Ledbetter (USA)        | Craig Monk (NZL)            |
| 1996 Atlanta        | Mateusz Kusznierewicz (POL) | Sebastien Godefroid (BEL)    | Roy Heiner (NED)            |
| 2000 Sydney         | Iain Percy (GBR)            | Luca Devoti (ITA)            | Fredrik Lööf (SWE)          |
| 2004 Athen          | Ben Ainslie (GBR)           | Rafael Trujillo (ESP)        | Mateusz Kusznierewicz (POL) |
| 2008 Beijing        | Ben Ainslie (GBR)           | Zach Railey (USA)            | Guillaume Florent (FRA)     |
| 2012 London         | Ben Ainslie (GBR)           | Jonas Høgh-Christensen (DEN) | Jonathan Lobert (FRA)       |
| 2016 Rio de Janeiro | Giles Scott (GBR)           | Vasilij Žbogar (SLO)         | Caleb Paine (USA)           |

### Finn Gold Cup
Finn Guldpokalen er finnjollernes verdensmesterskab
| År                  | Guld                         | Sølv                          | Bronze                        |
| ------------------- | ---------------------------- | ----------------------------- | ----------------------------- |
| 1956 Burnham        | André Nelis (BEL)            | Paul Elvstrøm (DEN)           | Brian Roswell (CAN)           |
| 1957 Karlstad       | Jürgen Vogler (GDR)          | Harald Bredo Eriksen (NOR)    | André Nelis (BEL)             |
| 1958 Zeebrugge      | Paul Elvstrøm (DEN)          | André Nelis (BEL)             | Adelchi Pelaschier (ITA)      |
| 1959 Hellerup       | Paul Elvstrøm (DEN)          | André Nelis (BEL)             | Pierre Poullain (FRA)         |
| 1960 Torquay        | Vernon Stratton (GBR)        | André Nelis (BEL)             | Desmond Stratton (GBR)        |
| 1961 Travemünde     | André Nelis (BEL)            | Hans Fogh (DEN)               | Fred Miller (USA)             |
| 1962 Tønsberg       | Arne Åkerson (SWE)           | Boris Jacobsson (SWE)         | André Nelis (BEL)             |
| 1963 Medemblik      | Wilhelm Kuhweide (FRG)       | Boris Jacobsson (SWE)         | Hans Willems (NED)            |
| 1964 Torquay        | Hubert Raudaschl (AUT)       | Hakan Kellner (SWE)           | Richard Creagh (CAN)          |
| 1965 Gdynia         | Jürgen Mier (GDR)            | Bernd Dehmel (GDR)            | Richard Hart (GBR)            |
| 1966 La Baule       | Wilhelm Kuhweide (FRG)       | Jörg Bruder (BRA)             | Bernhard Straubinger (FRG)    |
| 1967 Hanko          | Wilhelm Kuhweide (FRG)       | Valentin Mankin (URS)         | Uwe Mares (FRG)               |
| 1968 Whitestable    | Henning Wind (DEN)           | Uwe Mares (FRG)               | Jörg Bruder (BRA)             |
| 1969 Hamilton       | Thomas Lundqvist (SWE)       | Jörg Bruder (BRA)             | Peter Barrett (USA)           |
| 1970 Cascais        | Jörg Bruder (BRA)            | Henry Spraque (USA)           | Robert Andre (USA)            |
| 1971 Toronto        | Jörg Bruder (BRA)            | Carl van Duyne (USA)          | Serge Maury (FRA)             |
| 1972 Anzio          | Jörg Bruder (BRA)            | John Bertrand (AUS)           | Lennart Gustafsson (SWE)      |
| 1973 Brest          | Serge Maury (FRA)            | Magnus Olin (SWE)             | Guy Lilljegren (SWE)          |
| 1974 Long Beach     | Henry Spraque (USA)          | Guy Lilljegren (SWE)          | Kent Carlsson (SWE)           |
| 1975 Malmö          | Magnus Olin (SWE)            | Baudouin Binkhorst (NED)      | Jonty Farmer (NZL)            |
| 1976 Brisbane       | Chris Law (GBR)              | Jonty Farmer (NZL)            | John Bertrand (AUS)           |
| 1977 Palamos        | Joaquín Blanco (ESP)         | José Doreste (ESP)            | Claudio Biekarck (BRA)        |
| 1978 Manzanillo     | John Bertrand (USA)          | Joaquín Blanco (ESP)          | Carl Buchan (USA)             |
| 1979 Weymouth       | Cameron Lewis (USA)          | John Bertrand (USA)           | Mark Neeleman (NED)           |
| 1980 Auckland       | Cameron Lewis (USA)          | John Bertrand (USA)           | Lawrence Lemieux (CAN)        |
| 1981 Gromitz        | Wolfgang Gerz (FRG)          | Lasse Hjortnæs (DEN)          | Miroslav Rychzik (POL)        |
| 1982 Medemblik      | Lasse Hjortnæs (DEN)         | Henryk Blaszka (POL)          | Buzz Reynolds (USA)           |
| 1983 Milwaukee      | Paul van Cleve (USA)         | Wolfgang Gerz (FRG)           | Mark Neeleman (NED)           |
| 1984 Anzio          | Lasse Hjortnæs (DEN)         | Terence Neilson (CAN)         | Jörgen Lindhardtsen (DEN)     |
| 1985 Marstrand      | Lasse Hjortnæs (DEN)         | Oleg Khoperski [ru] (URS)     | Ingvar Bengtsson (SWE)        |
| 1986 El Arenal      | Stig Westergaard (DEN)       | Brian Richard Ledbetter (USA) | José Doreste (ESP)            |
| 1987 Kiel           | José Doreste (ESP)           | Lasse Hjortnæs (DEN)          | Brian Richard Ledbetter (USA) |
| 1988 Ilha Bela      | Thomas Schmid (FRG)          | Roy Heiner (NED)              | Gordon Anderson (CAN)         |
| 1989 Alassio        | Stig Westergaard (DEN)       | Eric Mergenthaler (MEX)       | Oleg Khoperski [ru] (URS)     |
| 1990 Porto Carras   | Hank Lammens (CAN)           | Lawrence Lemieux (CAN)        | Eric Mergenthaler (MEX)       |
| 1991 Kingston       | Hank Lammens (CAN)           | Brian Richard Ledbetter (USA) | Oleg Khoperski (URS)          |
| 1992 Cadiz          | Eric Mergenthaler (MEX)      | Glen Bourke (AUS)             | Hans Spitzauer (AUT)          |
| 1993 Bangor         | Philippe Presti (FRA)        | Fredrik Lööf (SWE)            | Richard Clarke (CAN)          |
| 1994 Pärnu          | Fredrik Lööf (SWE)           | Hank Lammens (CAN)            | José van der Ploeg (ESP)      |
| 1995 Melbourne      | Hans Spitzauer (AUT)         | Fredrik Lööf (SWE)            | Philippe Presti (FRA)         |
| 1996 La Rochelle    | Philippe Presti (FRA)        | Hans Spitzauer (AUT)          | Fredrik Lööf (SWE)            |
| 1997 Gdańsk         | Fredrik Lööf (SWE)           | Luca Devoti (ITA)             | Xavier Rohart (FRA)           |
| 1998 Athen          | Mateusz Kusznierewicz (POL)  | Fredrik Lööf (SWE)            | Xavier Rohart (FRA)           |
| 1999 Melbourne      | Fredrik Lööf (SWE)           | Mateusz Kusznierewicz (POL)   | Richard Clarke (CAN)          |
| 2000 Weymouth       | Mateusz Kusznierewicz (POL)  | Sébastien Godefroid (BEL)     | Aimilios Papathanasiou (GRE)  |
| 2001 Marblehead     | Sébastien Godefroid (BEL)    | Mateusz Kusznierewicz (POL)   | Aimilios Papathanasiou (GRE)  |
| 2002 Athen          | Ben Ainslie (GBR)            | Mateusz Kusznierewicz (POL)   | Aimilios Papathanasiou (GRE)  |
| 2003 Cadiz          | Ben Ainslie (GBR)            | Rafael Trujillo (ESP)         | Andrew Simpson (GBR)          |
| 2004 Rio de Janeiro | Ben Ainslie (GBR)            | Richard Clarke (CAN)          | David Burrows (IRL)           |
| 2005 Moskva         | Ben Ainslie (GBR)            | Aimilios Papathanasiou (GRE)  | Chris Cook (CAN)              |
| 2006 Split          | Jonas Høgh-Christensen (DEN) | Aimilios Papathanasiou (GRE)  | Edward Wright (GBR)           |
| 2007 Cascais        | Rafael Trujillo (ESP)        | Pieter-Jan Postma (NED)       | Gasper Vincec (SLO)           |
| 2008 Melbourne      | Ben Ainslie (GBR)            | Dan Slater (NZL)              | Jonas Høgh-Christensen (DEN)  |
| 2009 Vallensbæk     | Jonas Høgh-Christensen (DEN) | Zach Railey (USA)             | Ivan Kljaković Gašpić (CRO)   |
| 2010 San Francisco  | Edward Wright (GBR)          | Rafael Trujillo (ESP)         | Giles Scott (GBR)             |
| 2011 Perth          | Giles Scott (GBR)            | Pieter-Jan Postma (NED)       | Edward Wright (GBR)           |
| 2012 Falmouth       | Ben Ainslie (GBR)            | Edward Wright (GBR)           | Jonas Høgh-Christensen (DEN)  |
| 2013 Tallinn        | Jorge Zarif (BRA)            | Edward Wright (GBR)           | Pieter-Jan Postma (NED)       |
| 2014 Santander      | Giles Scott (GBR)            | Ivan Kljaković Gašpić (CRO)   | Edward Wright (GBR)           |
| 2015 Takapuna       | Giles Scott (GBR)            | Jonathan Lobert (FRA)         | Vasilij Žbogar (SLO)          |
| 2016 Gaeta          | Giles Scott (GBR)            | Jonas Høgh-Christensen (DEN)  | Pieter-Jan Postma (NED)       |
| 2017 Balatonföldvár | Max Salminen (SWE)           | Jonathan Lobert (FRA)         | Nicholas Heiner (NED)         |
| 2018 Aarhus         | Zsombor Berecz (HUN)         | Max Salminen (SWE)            | Pieter-Jan Postma (NED)       |

2004
- EM Mateusz Kusznierewicz, POL

2005
- NM Søren Holm, DEN
- EM Ben Ainslie, GBR

2006
- EM Edward Wright, GBR

2007
- EM Eduard Skornyakov, RUS

- DM Vindere
- 2000 Lasse Hjortnæs
- 2001 Søren Holm
- 2002 Søren Holm
- 2003 Søren Holm

- 2004 Søren Holm
- 2005 Søren Holm
- 2006 Søren Holm
- 2007 Thomas Mørup-Petersen
- 2008 Kaspar Andresen
- 2009 Thomas Mørup-Petersen
- 2010 Thomas Mørup-Petersen
- 2011 Thomas Mørup-Petersen
- 2012 Jørgen Svendsen
- 2013 Mads Bendix
- 2014 Mads Bendix
- 2015 Andre Højen Christiansen
- 2016 Thomas Mørup-Petersen
- 2017 Otto Strandvig
- 2018 Otto Strandvig
- 2019 Bo Teglers Nielsen
- 2020 Otto Strandvig
- 2021 Otto Strandvig
- 2022 Hans Tønder Jensen
- 2023 Otto Strandvig
- 2024 Jens Eckhardt

## Kendte danske finnjollesejlere
- Paul Elvstrøm – har bl.a. vundet OL-guld i 1952, 1956 og 1960 samt VM-guld i 1958 og 1959.
- Lasse Hjortnæs – har bl.a. vundet VM-guld i 1982, 1984 og 1985 samt EM-guld i 1981, 1982 og 1985.
- Stig Westergaard – har bl.a. vundet VM-guld i 1986 og 1989 samt EM-guld i 1990 og 1993.
- Jonas Høgh-Christensen – har bl.a. vundet VM-guld i 2006 og OL-sølv i 2012.